# Myiagra caledonica
Myiagra caledonica là một loài chim trong họ Monarchidae.